# カゾラーテ・プリーモ
カゾラーテ・プリーモ（伊: Casorate Primo）は、イタリア共和国ロンバルディア州パヴィーア県にある、人口約8,800人の基礎自治体（コムーネ）。

## 地理

### 位置・広がり

#### 隣接コムーネ
隣接するコムーネは以下の通り。括弧内のMIはアレッサンドリア県所属を示す。
- ベザーテ (MI)
- ブッビアーノ (MI)
- カルヴィニャスコ (MI)
- モリモンド (MI)
- モッタ・ヴィスコンティ (MI)
- トローヴォ
- ヴェルナーテ (MI)

### 気候分類・地震分類
気候分類では、zona E, 2619 GGに分類される。
また、イタリアの地震リスク階級 (it) では、zona 3 (sismicità bassa) に分類される
。